# Zoetrop

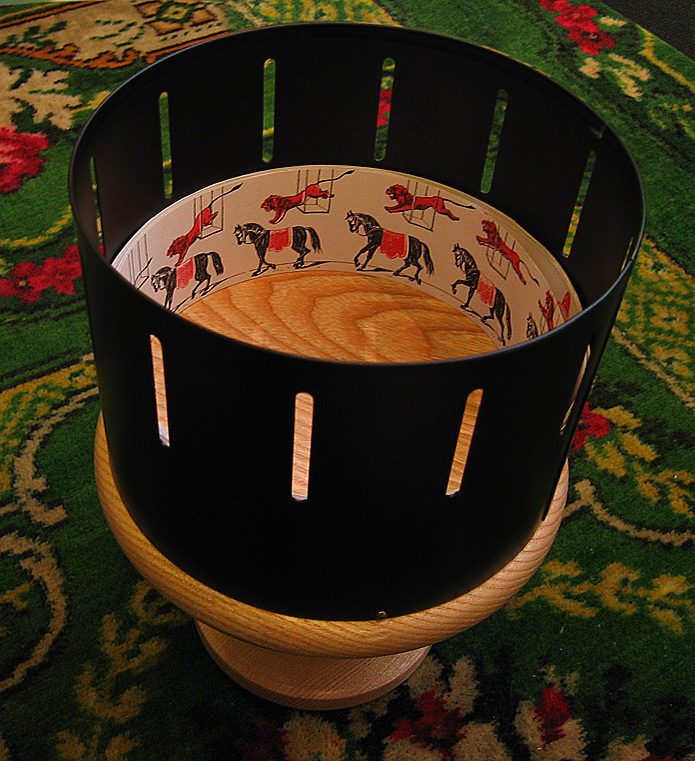
En modern replika av en viktoriansk zoetrope.

Zoetrop, enkel apparat med vars hjälp illusionen av rörliga bilder uppstår. Zoetropen består av en cylindrisk burk och påminner i sin uppbyggnad om en stor konservburk som öppnats på ovansidan. På sidorna finns ett antal smala springor i vertikal riktning, genom vilka bilder på burkens insida kan betraktas. När zoetropen sätts i rörelse uppstår illusionen av rörliga bilder.
Ordet zoetrop skapades av de grekiska grundorden ζωή zoe, "liv" och τρόπος tropos, "vändning" som en översättning av "livets hjul". Termen skapades av uppfinnaren William E. Lincoln.